# Vinodolia
Vinodolia is een geslacht van weekdieren uit de klasse van de Gastropoda (slakken).

## Soorten
- Vinodolia fiumana Radoman, 1973
- Vinodolia matjasici (Bole, 1961)